# Mormoopidae
Famille
Mormoopidae est une famille de chauves-souris.

## Liste desgenres
- Mormoops Leach, 1821
- Pteronotus Gray, 1838